# Ornäs BK
Ornäs BK var en fotbollsklubb i Ornäs, Sverige, bildad 1982 av Lars-Erik Hammar, Ulf Berggren och Sune Bjurman.[källa behövs] Damlaget spelade i Allsvenskan 1999. Ett tag under 2000-talets första decennium var damfotbollen vilande, dock för att snart återstartas.
Samtal pågår om att integrera klubben i IK Brage.
Ett flerårigt rivningshot över Ornäs IP från kommunen, som ville bygga bostäder på området, urholkade och slutligen omöjliggjorde verksamheten. Hösten 2020 upplöstes föreningen.